# Ĝet

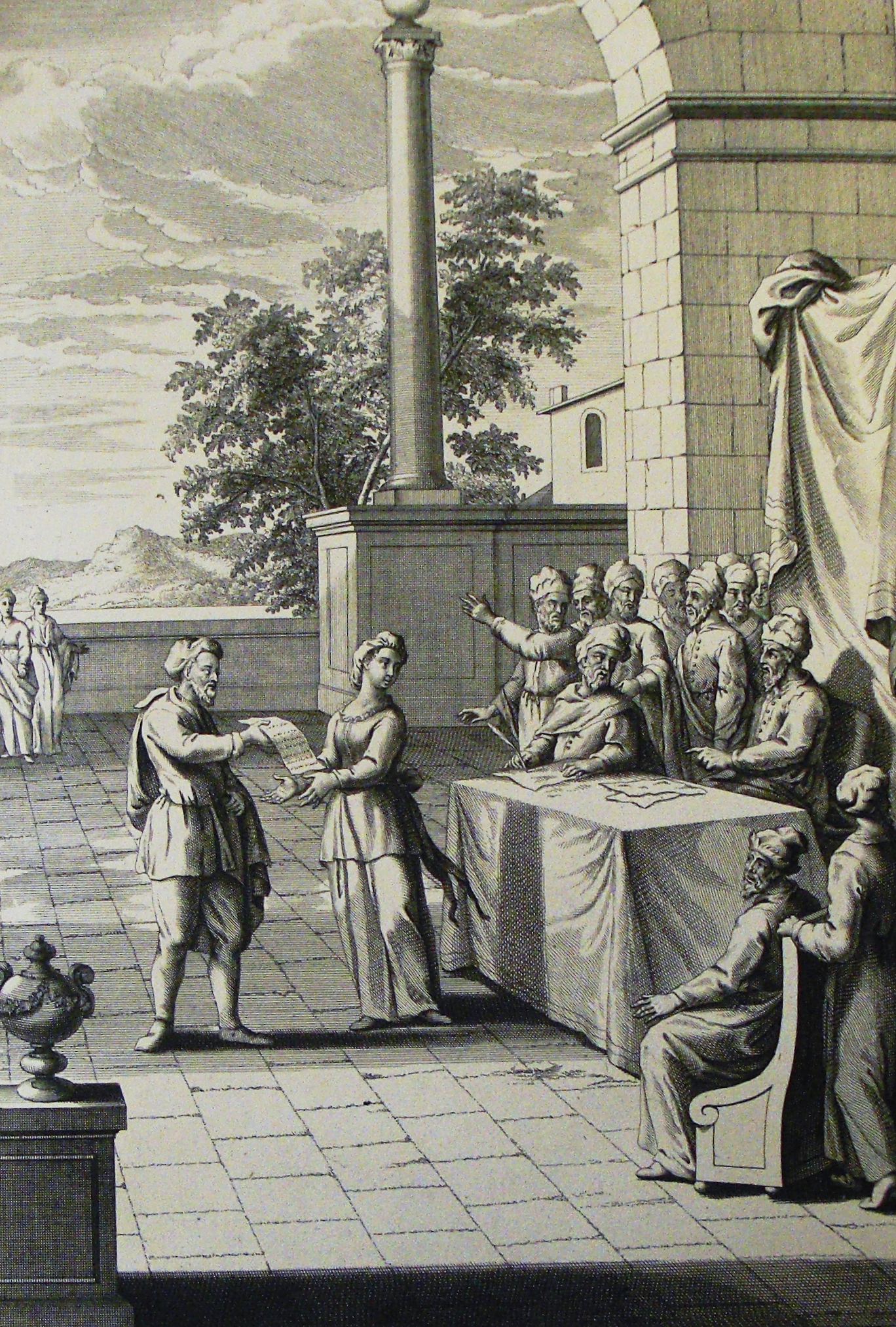
Een man overhandigt zijn vrouw een ĝet, ten overstaan van het gerechtshof

Een ĝet of get (Hebreeuws:גט, g uit te spreken als in het Engels) betekent scheiding en verwijst naar een echtscheidingsdocument dat bij de scheiding volgens de joodse wet door de man aan de vrouw ter hand wordt gesteld. Hiermee wordt het huwelijk officieel beëindigd. De term komt uit de Misjna en Talmoed en wordt als zodanig niet in de Thora genoemd.
De overhandiging van een ĝet dient ten overstaan van een Beet Dien (rabbijnse rechtbank) te geschieden. In Nederland gebeurt dit bij het Opperrabbinaat voor Nederland. Zoals met de ondertekening van de ketoeba (huwelijksakte) is afgesproken zal de man aan de vrouw alimentatie dienen te verschaffen.
Het overhandigen van de ĝet is noodzakelijk om volgens de joodse wet te kunnen hertrouwen. Een scheiding volgens civiele procedure alleen, is niet genoeg. Een ĝet kan echter alleen door de man aan zijn echtgenote gegeven worden. Als de man van de vrouw weggelopen is zonder dat te doen, kan zij niet hertrouwen. Omgekeerd kan een vrouw ook weigeren om de ĝet aan te nemen. Bij progressieve joden wordt daarom bij de sluiting van het huwelijk een speciaal extra contract afgesloten, dat beide echtgenoten verplicht om hetzij een ĝet af te geven, hetzij deze aan te nemen. Op de weigering dat te doen staat dan een forse boete.
In het Nederlands-Jiddisch is van dit woord het werkwoord getten afgeleid, ofwel een ĝet geven.